# 日向夏 (小説家)
日向夏（ひゅうがなつ）は、日本の小説家・ライトノベル作家。福岡県出身・在住。

## 経歴
小説投稿サイト「小説家になろう」に「うりぼう」というペンネームで掲載していた『薬屋のひとりごと』が2012年に書籍化され、作家デビューを果たす。その際、編集者の意向によりペンネームを日向夏へと変更。名前の由来は好物の果物からで人名ではないため、「ひゅうが・なつ」ではなく「ヒュウガナツ」と一続きの語として扱われ、姓名の区別はないという。
公の場での顔出しはせず、ペンネーム変更後も引き続きブログやSNSでは、二足直立するウリ坊（背中に縞のある若い猪）「うりりん」をアバターとして使用。イベントにおいてファンの前に登場する際は、2024年8月に作成したうりりんの着ぐるみ姿で出演する。
代表作となった『薬屋のひとりごと』は別出版社から並行して2種類コミカライズされており、2023年10月にはテレビアニメ化された。2025年に開催された「TVアニメ『薬屋のひとりごと』展」の東京会場では、うりりんの姿でテレビアニメ広報のために制作された主人公・猫猫（マオマオ）の着ぐるみとのツーショット写真を撮影してSNSで公開している。

## 作品

### 小説
- 薬屋のひとりごと
  - （RayBooks、2012年10月31日、全1巻）※第1部「後宮編」のみ
  - （ヒーロー文庫、2014年8月29日 - 刊行中、既刊16巻）
- トネリコの王（ヒーロー文庫、2013年8月31日 - 2014年6月27日、全2巻）
- 緋凰仙華 いつわり仙女は拘束中（一迅社文庫アイリス、2013年10月19日、全1巻）
- 路地裏の精霊姫（一迅社文庫アイリス、2014年11月20日、全1巻）
- 繰り巫女あやかし夜噺（マイナビ出版ファン文庫、2016年11月18日 - 2018年5月21日、全2巻）
- カロリーは引いてください! 〜学食ガールと満腹男子〜（富士見L文庫、2017年5月15日、全1巻）
- なぞとき遺跡発掘部（小学館文庫キャラブン!、2018年2月22日 - 2019年4月5日、全3巻）
- 女衒屋グエン（星海社FICTIONS、2018年9月20日、全1巻）
- 迷探偵の条件（MF文庫J、2021年10月25日 - 刊行中、既刊1巻）
- 不死王の息子（ヒーロー文庫、2021年11月29日 - 刊行中、既刊1巻）
- 神さま学校の落ちこぼれ（星海社FICTIONS、2022年1月20日 - 刊行中、既刊4巻）※漫画版が先行して発表
- 聖女に嘘は通じない（アリアンローズ、2022年5月22日、全1巻）

#### アンソロジー
「」内が日向夏の作品
- 飯テロ 真夜中に読めない20人の美味しい物語（富士見L文庫、2017年12月15日）「カロリーは引いてください!」
- FGOミステリー小説アンソロジー カルデアの事件簿 file.02 (星海社FICTIONS、2020年3月13日)「密室遊郭」
- 夜更けのおつまみ（ポプラ文庫、2020年3月5日）「一人居酒屋のすすめ」
- 作家逃亡飯（星海社FICTIONS、2020年5月17日）「異世界とヒッチハイク ヒュウガナツの場合」
- ステイホームの密室殺人2 コロナ時代のミステリー小説アンソロジー（星海社FICTIONS、2020年9月17日）「迷惑な殺人者」
- こどもノベル・プロジェクト（ヒーロー文庫公式Webサイト、2020年6月24日）「はたらくパンダ」[6]

### 朗読劇
- 追憶のマム（PLATTO、2020年7月26日）：シナリオ担当[7]

### 漫画
- 薬屋のひとりごと（コミカライズ、作画：ねこクラゲ、構成：七緒一綺、『月刊ビッグガンガン』（スクウェア・エニックス）2017年6月号 - 連載中）
- 薬屋のひとりごと〜猫猫の後宮謎解き手帳〜（コミカライズ、作画：倉田三ノ路、『月刊サンデージェネックス』（小学館）2017年9月号 - 連載中）
- 薬屋のひとりごと外伝 小蘭回想録（原作担当、作画：七緒一綺、『マンガUP!』（スクウェア・エニックス）2025年3月23日 - 連載中）※漫画のために原作を書き下ろし。
- 神さま学校の落ちこぼれ[8]（原作担当、作画：赤瓦もどむ、原作協力：星海社、『花とゆめ』（白泉社）2021年17号[9][10] - 連載中、既刊11巻）
- 迷探偵の条件（コミカライズ、作画：蕨野くげ子、『コミックフラッパー』（KADOKAWA）2022年6月号[11] - 2023年7月号、全12話）
- 聖女に嘘は通じない（コミカライズ、作画：浅見よう、『月刊少年マガジン』（講談社）2023年4月号 - 連載中、既刊4巻）
- 繰り巫女あやかし夜噺（コミカライズ、漫画：提灯あんこ、『月刊コミックZERO-SUM』（一迅社）2025年2月号[12] - 連載中）
- 不死王の息子（コミカライズ、作画：小うどん、『カドコミ』（KADOKAWA）2025年5月29日[13] - 連載中）

### 共著
- 円居挽のミステリ塾（星海社新書、2022年6月） - 円居挽、青崎有吾、斜線堂有紀、相沢沙呼、麻耶雄嵩との共著。円居挽との対談を収録。

### アニメ原作
- ファムファタル育成計画（ラノベアニメ、2025年6月-、脚本：川岸殴魚、キャラクターデザイン：桶乃かもく）

ライトノベル作家による書き下ろし原作を1話5分のショートアニメ化するプロジェクトの一作。スマホ向けの縦画面での配信の他、横画面に再編集して2025年7月12日より『週刊ラノベアニメ』内でテレビ放送。